# The Crunge
"The Crunge" é uma canção da banda britânica de rock Led Zeppelin contida em seu quinto álbum de estúdio Houses of the Holy, de 1973, também foi lançada como Lado-B da música "D'yer Mak'er" nos Estados Unidos.